# Rudolf Margolius
Rudolf Margolius (31 de agosto de 1913 - 3 de diciembre de 1952) fue un abogado y economista checo, Viceministro de Comercio Exterior de Checoslovaquia (1949-1952), y coacusado en el juicio de Slánský en noviembre de 1952.
Encarcelado por los nazis en el gueto de Lodz y en varios campos de concentración, sobrevivió al Holocausto y se unió al Partido Comunista Checoslovaco, trabajando como economista. El juicio espectáculo de 1952 involucró al Secretario General del Partido Comunista, Rudolf Slánský y sus trece coacusados. Fueron arrestados, acusados injustamente, juzgados y ejecutados como traidores y espías occidentales. El juicio fue orquestado por asesores soviéticos, enviados a Praga por el primer ministro soviético Stalin, y asistidos por interrogadores del Servicio Secreto checoslovaco y los miembros del Comité Central del Partido Comunista Checoslovaco. La eliminación de los altos funcionarios comunistas checoslovacos del partido por sus propios colegas ha desafiado los intentos de racionalizarlo y nuestra comprensión del asunto sigue siendo superficial. Una de las personas que fueron implicadas en la supuesta conspiración fue el Dr. Rudolf Margolius.
El grupo Slánský estaba formado por muchas personalidades. Por un lado estaba Slánský, un extremista y uno de los que ayudaron a llevar a Checoslovaquia a la era estalinista. En el centro estaba Vladimír Clementis (Ministro de Asuntos Exteriores), un comunista y uno de los conductores del golpe comunista de febrero de 1948, pero también un hombre que se había atrevido a criticar el Pacto Molotov-Ribbentrop. En el otro extremo de la escala estaba Margolius. A diferencia de otros en el grupo de Slánský, se unió al Partido Comunista a finales de diciembre de 1945 – y adquirió fe en el socialismo como resultado de su experiencia en los campos de concentración de Adolf Hitler y nunca ocupó ningún cargo en el Partido, era puramente un economista.

## Biografía
Rudolf Margolius nació en Praga en un ambiente patriótico checo de clase media. Como estudiante de derecho en los años treinta en la Universidad Carolina, estudiando junto con el poeta checo Hanuš Bonn, dedicó gran parte de su tiempo a la YMCA viajando por Europa Occidental, Oriente Medio y América. Durante la crisis de Munich de Checoslovaquia con la Alemania nazi fue un reservista del ejército que servía junto con su amigo, el compositor de música, Jan Hanuš. En 1939, mientras Checoslovaquia ya estaba ocupada por el Tercer Reich, se casó con Heda Bloch (más tarde conocida como Heda Margolius Kovály).
En 1941 fue deportado al gueto de Lodz y posteriormente a los campos de concentración de Auschwitz y Dachau. En mayo de 1945, después de escapar de Dachau, fue nombrado líder del campo de Garmisch-Partenkirchen para los refugiados de guerra. Después de regresar a Praga en junio de 1945 junto con Jarmila Čapková Margolius fue a Bergen-Belsen para buscar a Josef Čapek. En diciembre de 1945 se unió al Partido Comunista Checoslovaco influenciado por sus experiencias de guerra y el asesinato de sus padres y familiares en los campos de concentración y la esperanza de instituir un futuro mejor para el país. Entre 1945 y 1948 trabajó para la Federación Central de la Industria Checoslovaca en Praga.
Posteriormente fue ascendido a Jefe de Gabinete del Ministro de Comercio Exterior (1948-49) y posteriormente se convirtió en Viceministro de Comercio Exterior responsable del sector comercial con los países occidentales (1949-52). Junto con su colega, Evžen Löbl, Margolius fue el autor de la ofensiva del dólar en la política económica checoslovaca. En 1949 en Londres Margolius negoció y firmó varios acuerdos económicos y financieros importantes con Ernest Bevin y Sir William Strang que representaban al gobierno británico. Los acuerdos a través del esfuerzo de Margolius se ponderaron a favor del comercio checoslovaco en lugar del comercio británico. El Gobierno checoslovaco estaba satisfecho con el resultado de las negociaciones y pidió que se apreciara el esfuerzo de todos los que habían participado. Margolius era abogado y economista y no estaba directamente involucrado en las maquinaciones o políticas contemporáneas del Partido Comunista.
El Dr. Rudolf Margolius fue arrestado el 10 de enero de 1952. Después de meses de coerción física y psicológica, además de ser obligado a firmar una confesión falsa, Margolius conoció por primera vez a sus supuestos co-inspiradores liderados por Rudolf Slánský en el Tribunal Superior de Checoslovaquia adjunto a la prisión de Pankrác en Praga en noviembre de 1952. Margolius fue elegido como miembro de la "conspiración" porque en su calidad de Viceministro del Ministerio de Comercio Exterior hizo acuerdos comerciales con países capitalistas en contra de los deseos de la Unión Soviética de aumentar el comercio con otros países socialistas y trató con grandes sumas de dinero. Estos detalles tuvieron un gran impacto en la opinión pública contemporánea.
Como se había determinado de antemano en Moscú y por el Comité Central del Partido Comunista Checoslovaco, el tribunal condenó a muerte a Margolius y a otras diez personas, tres de las cuales recibieron cadena perpetua. El Times el 28 de noviembre de 1952 comentó: "El único aspecto sorprendente... es que Margolius... no está entre los que han recibido la pena reducida". El 3 de diciembre de 1952, en la ejecución, Margolius no pronunció ninguna última palabra.
Pavel Tigrid escribió: "Margolius... sobrevivió a los campos de concentración nazis y después de la guerra se inscribió en el Partido Comunista desde la convicción real: que nunca más se repetiría lo que había sucedido en el pasado, que nadie sería perseguido por sus orígenes raciales, nacionales o sociales, para que todas las personas fueran iguales, para establecer una era de libertad real. Un par de años después, los camaradas tuvieron éxito en lo que los nazis no habían logrado: lo mataron".

## Exoneración póstuma
The Scotsman informó el 16 de mayo de 1968:
El presidente checoslovaco Ludvík Svoboda ha concedido la Orden de la República a título póstumo a Rudolf Margolius, ex viceministro de Comercio Exterior ejecutado en 1952 tras el juicio estalinista de Slánský. Margolius fue acusado de ser miembro del "centro conspirativo antipartido", y fue condenado a muerte junto con el ex secretario del Partido Rudolf Slánský y otras nueve personas el 27 de noviembre de 1952. Slánský y los demás fueron rehabilitados judicialmente por el Tribunal Supremo en 1963. Todos habían sido acusados de alta traición, espionaje y sabotaje y de organizar un complot judío para derrocar el régimen.
Una placa conmemorativa dedicada a Rudolf Margolius se encuentra en la tumba familiar en el Nuevo Cementerio Judío, Izraelská 1, Praga 3, sector no. 21, fila no. 13, parcela nro. 33, justo detrás de la tumba de Franz Kafka . 

## Cine documental y medios
Le Procès - Prague 1952, un documental francés de 1 hora y 10 minutos de Ruth Zylberman para ARTE France & Pernel Media tuvo el estreno mundial en el Festival Internacional de Documentales FIPADOC, Biarritz, Francia, el 18 de enero de 2022. El nuevo documental realizado a partir de los archivos de cine y audio del juicio de Slánský encontrados por casualidad en 2018 en un almacén en el suburbio de Praga sirvió como punto de partida para la película. El director cuenta el juicio a través de los descendientes de tres de los condenados: la hija y el nieto de Rudolf Slánský, el hijo y la nieta de Rudolf Margolius, ambos ejecutados tras el juicio, y los tres hijos de Artur London, condenados a cadena perpetua.
El historiador David Hertl enfatizó que Margolius no tuvo ningún papel en el gobierno o en el Partido Comunista en el programa llamado El más joven ahorcado en el juicio con el Grupo Slánský fue Rudolf Margolius. Pero por qué él, es un misterio para los historiadores. (Nejmladším oběšeným v procesu se skupinou Slánského byl Rudolf Margolius. Proč zrovna on, je ale pro historiky záhadou.) celebrado en checo en la Radio Plus Checa, el 1 de diciembre de 2022.
Sobre el proceso Slánský, el director Costa-Gavras rodó el film L'Aveu (La Confesión) basado en el homónimo libro de Artur London, uno de los supervivientes del proceso, cuyo guion escribió Jorge Semprún. La película, estrenada en 1970, levantó una gran polémica. En 2000, Zuzana Justman rodó el documental A Trial in Prague dedicado al juicio.

## Otras lecturas
- Margolius Kovály, Heda (1997). Under A Cruel Star: A Life in Prague 1941-1968, New York: Holmes & Meier, ISBN 0-8419-1377-3 Na vlastní kůži, Academia, Praha 2003
- Heda Margolius Kovály and Helena Třeštíková (2018). Hitler, Stalin and I: An Oral History. DoppelHouse Press (Los Angeles). ISBN 978-0-9987770-0-9, ISBN 978-0-9978184-7-5.
- Margolius, Ivan (2006). Reflections of Prague: Journeys through the 20th Century, Chichester: Wiley, ISBN 0-470-02219-1 Praha za zrcadlem: Putování 20. stoletím, Argo, Praha 2007, ISBN 978-80-7203-947-0
- London, Artur (1971). The Confession, New York: Ballantine Books, ISBN 0-345-22170-2.
- Lucien Scherrer Neue Zürcher Zeitung, 24. 2. 2024, Der Justizmord an Rudolf Margolius. Er hat Auschwitz und Dachau überlebt. Dann wird der jüdische Politiker Opfer einer mörderischen antisemitischen Kampagne der Sowjets. Sein Sohn Ivan kämpft bis heute um Wiedergutmachung.